# کتاب پنج حلقه
کتاب پنج‌حلقه، گو رین نو شو (به ژاپنی: 五輪書』 ごりんのしょ)، کتابی در مورد فلسفه کنجوتسو و به‌طور کلی هنرهای رزمی است که گفته می‌شود توسط استاد شمشیرزن، میاموتو موساشی، در ۶۰ سالگی در حدود سال ۱۶۴۳ آغاز شده و در سال ۱۶۴۵، درست قبل از مرگش در سن ۶۲ سالگی، به پایان رسیده است.
در طول سال‌ها ترجمه‌های مختلفی انجام شده است، و مخاطبان آن بسیار گسترده‌تر از مخاطبان ورزش رزمی و مردم شرق آسیا است. امروزه نیتن ایچی ریو، سبکی از شمشیرزنی کلاسیک ژاپنی را که توسط جنگجوی میاموتو موساشی طراحی شده بود، از آن به‌عنوان راهنمای تکنیک و فلسفه استفاده می‌کنند. کتاب پنج حلقه، که فلسفه‌ای را که او پس از تسلط بر طریقت شمشیرزنی کشف کرد، در بر می‌گیرد، شامل اسرار بسیاری برای مواجهه با چالش‌های رقابتی است.

## نام کتاب

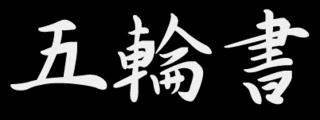
کانجی «گورین نو شو»

کتاب پنج حلقه به صورت «گورین نو شو» نوشته میاموتو موساشی شهرت پیدا کرده است. با این حال، موساشی کتابی با عنوان «کتاب پنج حلقه» ننوشت. اصطلاح «کتاب پنج حلقه» صرفاً توسط نسل‌های بعدی ابداع شد؛ خود موساشی به این اثر عنوان «کتاب پنج حلقه» را نداد. تنها پس از دوره میجی بود که این اثر عموماً با عنوان «کتاب پنج حلقه» شناخته شد. تا دوره ادو، این اثر عموماً با نام‌های مختلفی مانند «کتاب پنج جلدی»، «پنج جلد کتاب نظامی»، «پنج جلد خاک، آب، آتش، باد و آسمان» یا «کتاب تسلط بر هنر جنگ» نامیده می‌شد. تنها در محافل بسیار محدودی بود که از آن به عنوان «کتاب پنج حلقه» یاد می‌شد، و این اثر همچنان با نام دیگری مورد اشاره قرار می‌گرفت؛ بنابراین، «کتاب پنج حلقه» موساشی بخشی از سنت نامگذاری کتاب‌ها توسط دیگران در نسل‌های بعدی بود. 
هیچ نسخه اصلی از «کتاب پنج حلقه» نوشته موساشی امروزه باقی نمانده است. گفته می‌شود که «کتاب پنج حلقه» زمانی نوشته شده است که موساشی نزد خاندان هوسوکاوا اقامت داشته و در میان نسخه‌های منتشر شده، «نسخه خاندان هوسوکاوا» قابل اعتمادترین نسخه است.

## فصل‌های کتاب

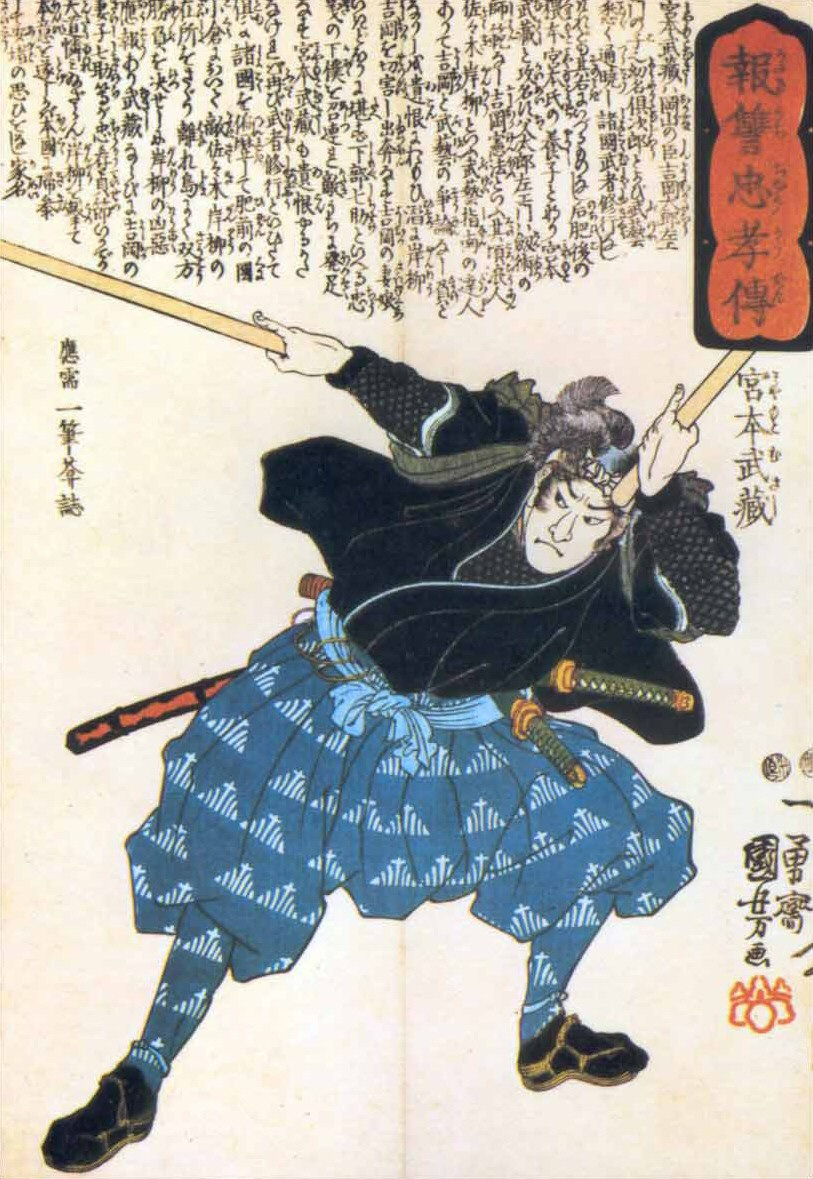
نگارهٔ میاموتو موساشی، مؤلف کتاب پنج‌حلقه

این کتاب به پنج جلد یا فصل تقسیم می‌شود.
1. فصل زمین: ذهن قابل اصلاح است.
2. فصل آب: آماده باشید که تسلیم نشوید
3. فصل آتش: حکمتی برای گمراه نشدن توسط دیگران
4. فصل باد: قوانین طلایی برای برنده شدن
5. فصل خلا: راز غلبه بر تردیدها[۳]

### فصل زمین
این فصل زمینه را برای کل کتاب پنج حلقه فراهم می‌کند. موساشی خود مقدمه‌ای بر این کتاب نوشته است که راهنمایی برای کسانی است که مایل به مطالعه استراتژی نظامی هستند.
فصل زمین شامل تاکتیک‌های نظامی است که گمان می‌رود توسط میاموتو موساشی ابداع شده و اصول اساسی برای دستیابی به پیروزی را تشریح می‌کند. در ابتدای فصل «زمین»، موساشی اهمیت هنر و هنرهای رزمی را موعظه می‌کند.
انسان باید هم تحصیلات آکادمیک و هم هنرهای رزمی خود را تقویت کند. معنای واقعی آن این است که از بسیاری جهات آماده باشید تا بتوانید به هر موقعیتی پاسخ دهید و در هر موقعیت معین بهترین انتخاب را انجام دهید. او یاد می‌دهد که حتی وقتی صحبت از سلاح‌ها به تنهایی می‌شود، باید نه تنها شمشیرها، بلکه نیزه‌ها، کمان‌ها و تفنگ‌ها و همچنین موقعیت‌هایی را که هر کدام در آنها بیشترین تأثیر را دارند، درک کرد. او همچنین یاد می‌دهد که شمشیرها را نباید فقط به خاطر زیبایی ظاهری، چه بزرگ و چه کوچک، به کمر بست، بلکه اگر کسی آنها را حمل می‌کند، باید بتواند از هر دو در موقعیت‌های مناسب استفاده کند. علاوه بر این، او بر اهمیت حفظ همیشگی یک دیدگاه وسیع، به جای محدود کردن دانش به سلاح‌ها، تأکید می‌کند تا بتوان آن را در طیف وسیعی از موارد به کار برد. علاوه بر این، او استدلال می‌کند که برای پیروزی، نه تنها دانش و مهارت‌های ذکر شده در بالا مهم هستند، بلکه توانایی خواندن ریتم یا به عبارت مدرن، روندها نیز مهم است.
اگر به این موضوع به عنوان یک فلسفه مدیریتی نگاه شود، به معنای آشنایی کامل با حوزه‌ای است که به آن تعلق دارید، بهبود مستمر دیدگاه خود از زوایای مختلف و همواره پرورش بهترین استانداردها برای تصمیم‌گیری است.
در پایان فصل زمین، موساشی قوانین آموزش برای یادگیری آنچه در بالا ذکر شد (هنرهای نظامی) را می‌نویسد.
1. افکار شیطانی و نیت بدی نداشته باشید.
2. فقط در ذهنتان به آن فکر نکنید، بلکه در زندگی واقعی آن را طراحی و تمرین کنید.
3. به چیزهای مختلفی غیر از استراتژی نظامی علاقه داشته باشید.
4. در مورد شغل دیگران اطلاعات کسب کنید.
5. جوانب مثبت و منفی هر چیز را با دقت بررسی کنید.
6. داشتن توانایی تشخیص ذات و حقیقت اشیا.
7. قدرت قضاوت و بینش را پرورش دهید.
8. حتی به کوچک‌ترین جزئیات هم توجه کنید.
9. هیچ کار بیهوده یا غیرمنطقی انجام ندهید.[۲]

### فصل آب
آب، وضعیت فیزیکی و روانی لازم برای مبارزه در سبک هنرهای رزمی نیتن ایچی-ریو که موساشی آن را ابداع کرده بود، توصیف می‌کند. تفکر موساشی در نحوه بیان چیزی به فرمولی بودن یک موضع با استفاده از آب بی‌شکل مشهود است. موساشی ذهن آب را چیزی می‌دانست که «ثابت و تغییرناپذیر است، مهم نیست در چه ظرفی قرار گیرد، یا اینکه قطره‌ای از آب باشد یا اقیانوس» و او آموخت که ما نیز باید مانند آب باشیم، با «ذهنی وسیع و درست، نه خیلی پرتنش و نه خیلی آرام». علاوه بر این، او به ما می‌آموزد که «ذهن خود را مانند آب روان و به آرامی در نوسان نگه داریم» تا حواسمان به هیچ چیز خاصی پرت نشود و دچار تعصب نگردد. او می‌گوید حالت ایده‌آل این است که در دام یک طرز فکر خاص نیفتیم، مغرور نباشیم و در عین حال بی‌صبر هم نباشیم. موساشی معتقد است برای اینکه بتواند این حالت ذهنی را در نبرد واقعی حفظ کند، باید شیوه‌ای که در زندگی روزمره خود را اداره می‌کند، همان شیوه‌ای باشد که در میدان نبرد خود را اداره می‌کند. موساشی همچنین نحوه نگاه کردن به چیزها را آموزش می‌دهد. دو راه برای نگریستن به چیزها وجود دارد: یکی «چشم دیدن» (باز کردن چشمان و دیدن آنچه که به عنوان یک پدیده برای شما ظاهر می‌شود) و دیگری «چشم مشاهده» (دیدن ذات یا قلب شخص دیگر در پشت آنچه که به عنوان یک پدیده ظاهر می‌شود). ما نباید فقط به فرم اولویت بدهیم و اجازه دهیم که به یک امر تشریفاتی صرف تبدیل شود. نباید آنقدر روی وسیله تمرکز کنیم که هدف را فراموش کنیم. فصل آب شامل نقل قول معروفی است که هنوز هم کاربرد دارد. «شما باید هر روز کمی مهارت‌هایتان را بهبود ببخشید.»

## فصل آتش
طومار آتش شامل برخی از ایده‌های موساشی در مورد تاکتیک‌ها و استراتژی در نبرد است. اول، موساشی بر اهمیت انتخاب مکان برای نبرد تأکید می‌کند؛ یعنی موضعی اتخاذ کنید که برای حریفتان مضر و برای شما سودمند باشد. با قرار دادن خودتان به جای طرف مقابل، می‌توانید نقاط ضعف و تهدیدهای او را درک کنید. این مفهومی است که می‌تواند در تجارت و ورزش نیز به کار گرفته شود. اگر احساس می‌کنید که استراتژی یا برنامه‌تان کار نمی‌کند، به آن پایبند نباشید. در عوض، شجاع باشید و نقشه را کنار بگذارید و نقشه جدیدی طرح کنید که حریفتان را غافلگیر کند. اگر نمی‌توانید احساسات یا نیات واقعی طرف مقابل را بفهمید، ابتدا باید اقدامات جدی انجام دهید و ببینید که چگونه واکنش نشان می‌دهند، سپس سریعاً عقب‌نشینی کنید و پس از آشنایی با طرز فکر و آنچه در چنته دارند، به یک استراتژی فکر کنید. همه این موارد بر اهمیت برهم زدن آرامش حریف تأکید دارند. موساشی می‌گوید مردم وقتی با خطر مواجه می‌شوند، وقتی با مشکلات مواجه می‌شوند یا وقتی اتفاقات غیرمنتظره‌ای رخ می‌دهد، خونسردی خود را از دست می‌دهند. در هر صورت، ایده این است که عمداً چنین موقعیتی ایجاد شود تا آرامش حریف از بین برود، سپس یک روزنه پیدا شود و یک حمله همه‌جانبه آغاز شود. موساشی بیان می‌کند اگرچه تکرار یک اشتباه برای دو بار اجتناب‌ناپذیر است، اما تکرار آن برای سه بار چیزی است که باید به هر قیمتی از آن اجتناب شود.

## فصل باد
در اینجا می‌توان انتقادات موساشی از سایر مکاتب شمشیربازی آگاهی پیدا کرد. فلسفه موساشی اغلب در آثارش دیده می‌شود، و آن این است که نباید بیش از حد به شکل و ظاهر اهمیت داد و اگر نتوان از آن در نبرد واقعی استفاده کرد، ظاهر بی‌معنی است. او می‌آموزد که رسیدن به سطح استادی را نمی‌توان با تکیه بر هیچ چیز عرفانی به دست آورد، بلکه تنها از طریق مجموعه‌ای از روش‌های عقلانی می‌توان به آن دست یافت.

## فصل خلأ
این فصل به‌طور خاص به «آنچه دیده نمی‌شود» می‌پردازد. چیزهایی که نمی‌توانیم ببینیم، درک دیدن چیزهایی است که لزوماً آگاهانه یا در خط مقدم ذهن ما نیستند.
هنر نبرد با دو شمشیر (نیتن ایچی ریو) در فصل خلأ نوشته شده است. معنای «خلأ» یا «تهی بودن» این است که هر چیزی که بی‌شکل و غیرقابل شناخت باشد، به تهی بودن تشبیه شده است. جایی که شک و تردیدهای زیادی وجود دارد و هیچ کاری نمی‌توان انجام داد، خلأ نامیده می‌شود، اما این خلأ واقعی نیست. یک جنگجو باید راه و رسم جنگ را به خاطر بسپارد و خود را به خوبی وقف سایر هنرهای رزمی کند. او هرگز نباید در مورد مسیر جنگجو ذره‌ای سردرگم باشد و باید بدون هیچ گونه تزلزل و تردیدی در ذهنش باشد. هر روز صبح و هر زمان که زمانش فرا برسد، او هرگز نباید از آموزش خود غافل شود. او باید دو ذهنش، دو چشمش، و چشمان مشاهده‌گرش را تقویت کند. وقتی هیچ چیز ابری نباشد و ابرهای شک کنار رفته باشند، او باید بداند که این آسمان حقیقی است. تا زمانی که کسی راه درست را نداند، چه آموزه‌های بودایی باشد و چه آموزه‌های سکولار، ممکن است فکر کند که راه خودش درست و خوب است، اما وقتی از مسیر مستقیم قلب خود و مطابق با معیارهای بزرگ جهان به آن نگاه کند، متوجه خواهد شد که به دلیل تعصبات قلب و انحرافات چشمان خود، از مسیر درست منحرف شده است. با درک این معنا، باید صراط مستقیم را اساس خود قرار داد، قلب حقیقی را راه خود قرار داد، استراتژی نظامی را به‌طور گسترده تمرین کرد، در مورد آنچه درست و روشن است تأمل کرد، و به خیر بزرگتر اندیشید، و خلأ را راه برگزید و راه را خلأ دید.
موساشی حالتی را که از طریق تسلط بر شمشیر به آن رسیده بود، «کوئو (تهی بودن)» توصیف کرد. تهی بودن چیزی است که شکل مشخصی ندارد، یا بهتر بگوییم، چیزی است که شکل آن را به هیچ وجه نمی‌توان شناخت. این ایده متناقض را مطرح می‌کند که فرد برای تسلط بر چیزی سخت تمرین می‌کند، اما وقتی بر آن مسلط شد، متوجه می‌شود که در واقع هیچ چیز در آنجا وجود ندارد. گفته می‌شود که در آن زمان، تمام ابرهای توهم کنار می‌روند و شما به حالت تهی بودن خواهید رسید. موساشی توضیح می‌دهد که در آنجا شما حس قوی از وسعت بی‌نهایت خواهید داشت که به هیچ چیز محدود نمی‌شود.